# Дівчина, яка грала з вогнем (фільм)
«Дівчина, яка грала з вогнем» (швед. Flickan som lekte med elden) — детективний трилер 2009 року режисера Даніеля Альфредсона. Шведська екранізація роману «Дівчина, що гралася з вогнем» шведського журналіста і письменника Стіга Ларссона з трилогії «Міленіум». У головних ролях задіяні Мікаель Ніквіст та Нумі Рапас. Дата випуску фільму: 18 вересня 2009 року (Данія).

## Сюжет
Пізно увечері в своїй квартирі застрелені журналіст і його подруга — люди, що вивчали канали постачання до Швеції секс-рабинь зі Східної Європи. Серед клієнтів малошанованого бізнесу помічені представники владних структур. Здається очевидним, кому була вигідна смерть цих двох. Мікаел Блумквіст починає власне розслідування загибелі своїх колег і друзів і раптом дізнається, що у вбивстві підозрюють його давню знайому Лісбет Саландер, найдивнішу дівчину у світі, схильну грати з вогнем — наприклад, заливати його бензином. По всій Швеції іде полювання на «вбивцю-психопатку», але Лісбет не боїться кинути виклик кому завгодно — і мафії, і суспільним структурам, і самій смерті.
Оцінка глядачів на сайті IMDB — 6.9 бала з 10.

## Акторський склад
- Мікаел Нюквіст — Мікаель Блумквіст
- Нумі Рапас — Лісбет Саландер
- Лена Ендре — Еріка Бергер
- Петер Андерсон — Нільс Бюрман
- Міхаліс Коуцогіанакіс — Драган Арманськи
- Анніка Халін — Анніка Джаніні